# Ricardo Barreiros
Ricardo Jorge da Silva Barreiros ComM (Sintra, 17 de janeiro de 1982) Foi um jogador de hóquei em patins português. tendo jogado como médio e avançado. ele terminou sua carreira 2022/2023 ao serviço da equipa CD Paço de Arcos
O seu primeiro clube foi o Desportos e Juventude de Mira-Sintra, tendo anos mais tarde rumado ao Paço de Arcos, sendo contratado pelo Sport Lisboa e Benfica, em 2004, onde esteve até 2008. Em 2009, transferiu-se para o Liceu da Corunha onde venceu uma Taça CERS (2009/10) e duas Ligas Europeias (2010/11 e 2011/2012). Assinou um contrato de 3 anos com F.C.Porto até 2015.
É jogador titular da Seleção Portuguesa de Hóquei em Patins Masculino. Jogou nas fases finais do Campeonato da Europa de Hóquei em Patins, em 2004, 2006 e 2008, e nas fases finais do Campeonato do Mundo de Hóquei em Patins, em 2005 e 2007. O seu melhor resultado foi o 2.º lugar no Campeonato Europeu de Hóquei em Patins Masculino de 2008, onde foi o melhor marcador, com 10 golos.
A 18 de julho de 2016, foi feito Comendador da Ordem do Mérito.

## Palmares
- 3 Taça das Nações Hóquei Patins
- 1 Europeu Hóquei Patins
- 2 WS Europe Cup
- 1 WSE Continental Cup
- 2 WSE Champions League
- 1 I Divisão Hóquei Patins
- 2 Taça de Portugal Hóquei Patins
- 1 Supertaça António Livramento